# Nadymski rajon
Der Nadymski rajon (russisch Надымский район) ist ein Rajon im Autonomen Kreis der Jamal-Nenzen in Russland.

## Geschichte
Der Rajon wurde am 10. Dezember 1930 gegründet. Verwaltungssitz war zunächst das Dorf Che. 1936 wurde Nyda Verwaltungszentrum. Am 9. März 1972 wurde schließlich Nadym, das am selben Tag Stadtrechte erhielt, zum neuen administrativen Zentrum bestimmt.

## Wirtschaft
Im Herbst 1967 wurde mit der Erdgasförderung begonnen. Im Jahre 2005 stammten 40 % des gesamten russischen Gases aus diesem Rajon. Der geschätzte Gasvorrat beträgt sieben Milliarden Kubikmeter, während sich der Ölvorrat auf 250 Millionen Tonnen beziffert.

## Bevölkerung
Nach der Volkszählung von 1989 hatte der Rajon die folgenden Bevölkerungsanteile:
| Name       | Anteil |
| ---------- | ------ |
| Russen     | 63,7 % |
| Ukrainer   | 15,9 % |
| Nenzen     | 6,3 %  |
| Tataren    | 5 %    |
| Belarussen | 1,5 %  |
| Chanten    | 0,2 %  |
| Selkupen   | 0,1 %  |

### Einwohnerentwicklung
| Jahr | Einwohner |
| ---- | --------- |
| 1989 | 29.772    |
| 2002 | 23.470    |